# Getto w Choczu
Getto w Choczu – getto żydowskie utworzone podczas II wojny światowej przez okupantów w Choczu.

## Historia
W 1921 roku w Choczu mieszkało 99 Żydów.
W listopadzie 1939 roku 44 żydowskich meiszkańców Chocza zostało deportowanych do Kalisza, gdzie w tamtejszej hali targowej utworzono tymczasowy obóz tranzytowy dla Żydów, w pierwszych miesiącach 1940 roku większość z tych osób została wysłana do getta w Koźminku. 
W styczniu 1940 roku w Choczu pozostawało 40 Żydów. W marcu tego samego roku w Choczu utworzono getto, osobą odpowiedzialną za jego funkcjonowanie był dowódca lokalnej żandarmerii o nazwisku Piechota. Getto obejmowało działkę o powierzchni 100 metrów kwadratowych, na której stał jeden dom. W getcie uwięziono 39 osób, w tym jedną Polkę, której mężem był Żyd oraz żydowskiego lekarza z Berlina. Więźniowie getta zmuszeni byli do wykonywania prac porządkowych na terenie wsi, zmuszani byli również do rąbania drewna i transportowania wody dla Niemców.
Getto w Choczu zlikwidowano w marcu 1941 roku, a jego więźniowie deportowani zostali do getta w Koźminku, które zostało zlikwidowane w lipcu 1942 roku. Obecnie w budynku dawnego getta mieści się Gminny Ośrodek Kultury w Choczu. 